# Tableau des médailles des Jeux paralympiques d'été de 1960
Le tableau des médailles des Jeux paralympiques d'été de 1960 donne le classement, selon le nombre de médailles gagnées par leurs athlètes, des pays participant aux Jeux paralympiques d'été de 1960, tenus à Rome, en Italie, du 18 au 25 septembre 1960.

## Tableau des médailles
- Pays organisateur (Italie)

| Rang  | Nation               | Or  | Argent | Bronze | Total |
| ----- | -------------------- | --- | ------ | ------ | ----- |
| 1er   | Italie               | 29  | 28     | 23     | 80    |
| 2e    | Grande-Bretagne      | 20  | 15     | 20     | 55    |
| 3e    | Allemagne de l'Ouest | 15  | 6      | 9      | 30    |
| 4e    | Autriche             | 11  | 8      | 11     | 30    |
| 5e    | États-Unis           | 11  | 7      | 7      | 25    |
| 6e    | Norvège              | 9   | 3      | 4      | 16    |
| 7e    | Australie            | 3   | 6      | 1      | 10    |
| 8e    | Pays-Bas             | 3   | 6      | 0      | 9     |
| 9e    | France               | 3   | 3      | 1      | 7     |
| 10e   | Argentine            | 2   | 3      | 1      | 6     |
| 11e   | Rhodésie             | 2   | 1      | 2      | 5     |
| 12e   | Irlande              | 2   | 0      | 0      | 2     |
| 13e   | Suisse               | 1   | 3      | 0      | 4     |
| 14e   | Belgique             | 1   | 1      | 1      | 3     |
| 15e   | Finlande             | 1   | 0      | 0      | 1     |
| 16e   | Israël               | 0   | 2      | 2      | 4     |
| 16e   | Malte                | 0   | 2      | 2      | 4     |
| Total |                      | 113 | 94     | 84     | 291   |